# Griffithides
Griffithides is een geslacht van uitgestorven trilobieten, dat leefde in het Vroeg-Carboon. 

## Beschrijving
Deze vijf centimeter lange trilobiet kenmerkt zich door een ovaal en glad lichaam met negen thoraxsegmenten, een zich naar voren uitstrekkende gegroefde glabella, kleine ogen en een driedelige staart, die bestond uit dertien tot zestien segmenten. 